# Isidro Sánchez García-Figueras
Isidro Sánchez García-Figueras (Barcelona, 17 december 1936 – Sevilla, 2 september 2013), ook wel kortweg Isidro, was een Spaanse voetballer die als rechtsback speelde.

## Voetbalcarrière

### Real Betis en CD Puerto
Isidro begon zijn voetbalcarrière bij CD Utrera. In 1956 maakte hij de overstap naar Real Betis, dat hem eerst een seizoen uitleende aan CD Puerto. Na zijn verhuurperiode maakte hij op 3 november 1957 zijn officiële debuut voor Real Betis in de competitiewedstrijd tegen Cádiz CF. Isidro speelde als rechtsback maar ook als aanvaller. In zijn vierde seizoen bij de club scoorde Isidro vijf doelpunten – het hoogste aantal uit zijn carrière – waardoor hij met Real Betis op de zesde plaats in de Primera División eindigde. Nadien verslechterde de relatie met de clubvoorzitter en besloot hij niet meer op te komen dagen.

### Real Madrid
Real Madrid probeerde de ontevreden Isidro los te weken bij zijn club. Na lange onderhandelingen kwamen de clubs een transfersom overeen en mocht Real Betis een speler van Real Madrid uitzoeken die de omgekeerde weg zou bewandelen. Real Betis koos voor Luis Aragonés, die meermaals was uitgeleend aan Getafe CF, Recreativo Huelva, Hércules CF en Real Oviedo. Real Madrid beschikte met Alfredo Di Stéfano en Ferenc Puskás reeds over aanvallers van wereldklasse, maar toen clubvoorzitter Santiago Bernabéu ontdekte dat Aragonés zijn club zou verlaten werd hij woedend. Hij wist dat Aragonés het in zich had en zou achteraf gelijk krijgen. In dienst van zijn volgende club Atlético Madrid groeide Aragonés uit tot hun topscorer aller tijden.
In zijn eerste seizoen bij Real Madrid wist Isidro geen vaste plaats in het elftal te bemachtigen. De drie daaropvolgende seizoenen groeide hij evenwel uit tot de vaste rechtsback van de ploeg. Isiro werd met zijn club Real Madrid vier jaar achtereenvolgens kampioen (1961-1964) en won in zijn eerste seizoen de dubbel. Na het verlies van de Europacup I-finale tegen Internazionale in 1964 werd Isidro het slachtoffer. Hij kwam niet meer aan spelen toe en vertrok naar CE Sabadell.

### CE Sabadell
Het bescheiden CE Sabadell kende de beste periode uit zijn historie en was enkele seizoenen actief in de Primera División. In zijn vijfde seizoen kwam Isidro echter tijdens een duel met zijn hoofd in botsing met Migueli van Málaga CF en brak daarbij zijn rechter jukbeenboog. De breuk werd niet goed behandeld en de schade verergerde. Ondanks vele operaties moest zijn rechteroog worden verwijderd en werd Isidro gedwongen te stoppen met voetballen.

## Latere leven
Isidro besloot trainer te worden en trad in dienst bij Racing Club Portuense. Ondertussen breidde de schade zich uit naar zijn linkeroog, waardoor hij blind werd. Isidro onderging negen dure operaties maar zonder resultaat. De laatste operatie kostte 125.000 pesetas maar dit geld had hij niet. De Spaanse samenleving besloot de voormalig voetballer te hulp te schieten en organiseerde op 4 december 1974 een benefietwedstrijd voor hem in het Estadio Santiago Bernabéu. Spanje had een jaar eerder zijn grenzen weer opengesteld voor buitenlandse voetballers en het idee ontstond om een duel te organiseren tussen de beste buitenlandse speler uit de nationale competitie en het Spaanse elftal. Het publiek verheugde zich al op het samenspel tussen Günter Netzer en Johan Cruijff, maar de Nederlander in dienst van FC Barcelona moest afzeggen vanwege een blessure. Hij verrichtte wel samen met Isidro de aftrap, waarbij de Spanjaard werd ondersteund door een wandelstok en de aanvoerders van beide teams. Ondanks het gemis van Cruijff zorgde de aanwezigheid van spelers als Rubén Ayala, Paul Breitner, Hugo Sotil, Enrique Wolff, Johan Neeskens en Günter Netzer ervoor dat het benefietduel meer dan een miljoen gulden opbracht. Met de opbrengst kon Isidro zijn laatste operatie betalen maar ook deze bracht niet het gehoopte resultaat.
Isidro begon een kroeg in Sevilla maar had hiermee weinig succes. Hij overleed in 2013 op 76-jarige leeftijd aan een hartinfarct.

## Erelijst
Met Real Madrid:
- Primera División (4): 1961/62, 1962/63, 1963/64, 1964/65
- Copa Generalísimo (1): 1961/62

## Privéleven
Isidro werd geboren in Barcelona maar groeide vanaf zijn derde op in Jerez de la Frontera. Hij was enige tijd getrouwd met Carmen Flores, de zus van flamencodanseres en zangeres Lola Flores. Samen kregen zij twee dochters en twee zonen. Hun jongste zoon Quique Sánchez Flores was eveneens voetballer en kwam onder meer uit voor Valencia en Real Madrid en werd later trainer.